# Cineto Romano
Cineto Romano è un comune italiano di 586 abitanti della città metropolitana di Roma Capitale nel Lazio.

## Geografia fisica

### Territorio
Il centro abitato sorge alle estreme propaggini dei Monti Sabini (Lucretili) nella media Valle dell'Aniene ai piedi orientali della Cimata delle Serre (Monte Aguzzo 1.027 m). Il territorio comunale, prevalentemente collinare, è attraversato da diversi corsi d'acqua di piccola portata e con forte carattere di stagionalità, tra cui il Fosso della Scarpa e il Rioscuro, le cui acque confluiscono nel torrente Ferrata, in parte sotterraneo, affluente dell'Aniene.

### Clima
- Classificazione climatica: zona E, 2129 GR/G

## Storia

### Età antica
La conformazione geo-morfologica del territorio ha fortemente condizionato le attività umane sin dalla preistoria; i boschi ricchi di selvaggina, le sorgenti e il fiume dovettero agevolare la caccia e la pesca, documentate sui vicini Monti Lucretili dal rinvenimento di utensili in selce risalenti al Paleolitico. 
Durante l'Età del bronzo dai monti scendeva la transumanza locale per immettersi sull’importante tratturo parafluviale, che, dopo Tivoli, proseguiva verso la campagna romana e il litorale tirrenico.
In età preromana il territorio cinetese era abitato dall’appendice più meridionale del popolo italico degli Equi, ma subito ad Ovest confinava con la Sabina; la villa di Orazio nella non lontana Licenza si trovava, infatti, già in Sabinis.
La più importante testimonianza archeologica del periodo equo è rappresentata dalla necropoli arcaica (VI-V sec. a.C.) in località Casal Civitella, al confine tra Riofreddo e Cineto Romano, scavata nel 1988-89, il centro più vicino era invece Trebula Suffenas, presso l’odierna Ciciliano, fulcro della comunità dei Aequi Suffenates. 
Sulle sommità montane sono stati inoltre individuati abitati risalenti alla fine dell’Età del bronzo-età del Ferro e varie roccheforti (oppida) utilizzate durante la lunga guerra (V-IV sec. a.C.) che portò infine alla conquista romana con l’istituzione nel 299 a.C. della tribus Anienis e la costruzione nel 307 a.C., ad opera del censore M. Valerio Massimo, della via Valeria.
Gli antichi itinerari e la stessa Tabula Peutingeriana riportano, fra Varia (oggi Vicovaro) e la colonia di Carsioli (Carsoli), la statio ad Lamnas, luogo di sosta per i viaggiatori, che si raggiungeva, sotto Cineto Romano, al bivio di due strade: la cosiddetta Valeria vetus, un percorso inerpicantesi su Colle Cacione-Monte S. Elia, utilizzato durante la guerra come via militare e la più recente Valeria (nova), che invece proseguiva costeggiando l’Aniene per poi ricongiungersi alla vetus presso Riofreddo. La statio, perpetuata in età moderna dalle due Osterie della Spiaggia e della Ferrata, si presentava come un aggregato di edifici dislocati ai lati della Valeria, che divenne una fondamentale arteria di collegamento con l'Adriatico attraverso il Sannio. 
La via favorì la diffusione di fattorie (villae rusticae) espressione della piccola proprietà contadina, basate sulla coltura di vigneti e uliveti e sullo sfruttamento del bosco. Accanto alle ville e lungo la Valeria sorgevano anche monumenti e aree sepolcrali, testimoniati dal rinvenimento di varie iscrizioni. 
Nella valle è inoltre documentata l’organizzazione territoriale paganico-vicana, incentrata cioè su piccoli villaggi (vici) riuniti in circoscrizioni (pagi), dei quali il poeta Orazio cita il vicus Varia e il pagus Mandela, comprendente anche i santuari rurali, come quello in località S. Vincenzo a nord-est di Cineto Romano o il fanum della dea Vacuna a Roccagiovine. 
Nel II sec. a.C.-I d.C. il fondovalle venne ulteriormente valorizzato dalla costruzione degli acquedotti Aqua Marcia (144-140 a.C.), Aqua Claudia e Anio novus (38-52 d.C.), di cui si sono rinvenuti nel territorio vari tratti di canali ipogei.
Villae e vici furono frequentati sino alla tarda antichità, quando anche in questa zona piuttosto lontana da Roma si affermarono vasti latifondi, quale la massa (fundorum) detta Laninas (Laminas o Lamnas) dal nome della statio viaria, donata dall’imperatore Costantino al Battistero lateranense al tempo di papa Silvestro I.

### Tra età feudale e moderna
La vera rivoluzione si ebbe però a partire dal X secolo con la nascita dei castelli (castra), come quello di Scarpa, che, avocando a sé la popolazione rurale, sancirono l’abbandono definitivo degli insediamenti sparsi.
Dopo il declino dell’antica Statio ad Lamnas, il borgo medievale di Scarpa sorse sul colle Peschiero (nome forse derivante da pesclum, ossia "peschio" o "pesco" per indicare un "luogo alto e ripido", o forse dalla presenza di una peschiera di età romana), con l’aggregazione degli abitanti sparsi nelle campagne, che con l’accordo dei signori radunarono le loro abitazioni a fortificazione del castello. 
Sia l’antica denominazione di Lamnae ("lame") che il toponimo successivo avrebbero origine dalla natura morfologica del territorio, ovvero dal latino scalpere ("incidere") e sculpere ("scolpire"), che riguardano quindi qualcosa di "acuto", quasi "tagliente", "a punta", scosceso, e non dall'alterazione (come riportato erroneamente da alcuni autori) dell'antica città di Scaptia, probabilmente collocata in territorio prenestino o comunque nella pianura sottostante Tivoli. 
Secondo notizie tramandate, ma non documentate, il fondatore e primo possessore della Scarpa fu il conte Giovanni de Marso (o de Marsi), forse discendente da una delle famiglie abruzzesi più importanti: i Conti dei Marsi (Comites Marsorum), originati dalla gens romana Marcia (o Martia) e Mamilia Ottavia. 
Le prime menzioni di Scarpa nei documenti sono le seguenti.
Negli Annales Ceccanenses (Chronicon Fossae Novae) è riferito che nell’anno 1166, alla morte di Rainaldo, Theodino di Scarpa è eletto abate di Monte Cassino.
Nell Chronicon Sublacense è riportato il giuramento del 1180, con cui Raone asserisce che l’abbate Simone concede la torre del castello di Roiate a Costo e suo figlio B. di Scarpa per 10 anni.
A dominio del territorio furono posti i castelli del Lago (Castrum Laci), oggi in territorio di Percile, e quello di Scarpa (Castrum Scarpae), inclusi poi sotto la giurisdizione della città di Tivoli (Castra censuaria Comitatus Civitati Tiburis) per il tributo di 5 libbre. 
Dal XII secolo, come diverse terre e castelli della zona (Percile, Vivaro, Licenza, Cantalupo, Vallinfreda, Riofreddo, Roviano, Anticoli Corrado, Roccagiovine), anche Scarpa era stata concessa in feudo alla nobile famiglia romana degli Orsini, i quali, a seguito delle vicende patrimoniali, familiari e successorie, se ne trasmisero il possesso fra di loro per un lungo periodo. 
Nella sua Istoria d'Italia, Francesco Guicciardini riferisce che nel dicembre 1526 Ascanio Colonna, conquistate diverse terre del Lazio, si diresse verso Tivoli con 2000 fanti e 300 cavalli, cercando inutilmente di occupare Scarpa, castello dell'abbazia di Farfa, nonostante che questo fosse una località piccola e debole. 
Nel 1535 il capitano Papirio Capizucchi, cavaliere della nobile famiglia romana, rifiutò come sospetto il campo della Scarpa, che Giovanni e Vulpio Orsini avevano concesso per una contesa al suo avversario Bernardino Pierleoni, perché questi era al servizio della casa Orsini. 
Nel 1545 Orso Orsini diede il campo a Scarpa per un duello tra Ottaviano Monci da Palestrina e Tontarello da Gallicano per una controversia sorta fra i due, ma sul luogo convenuto, nel giorno 8 dicembre, si presentò una "trombetta di Giustizia" che, consegnando un breve, costrinse l’Orsini ad allontanare i contendenti. 
Riportano antiche cronache che, tra il 1567 e il 1575, gli abitanti di Scarpa distrussero la via Valeria per convogliare il traffico verso l’osteria del loro paese, deviandolo da Ferrata. 
Tra gli ultimi anni del 1500 e i primi del 1600, quando si accentuava il dissesto economico degli Orsini a causa di ingenti debiti, il cospicuo complesso di beni patrimoniali della famiglia fu soggetto a smembramenti e a passaggi nell’altrui proprietà. Sotto il pontificato di Clemente VIII e del suo successore Paolo V, gli stessi furono costretti alla vendita forzata della parte loro spettante del castello di Scarpa, in virtù di vari mandati esecutivi, e nel 1611 alla cessione definitiva a Marcantonio Borghese, principe di Sulmona. 
Il feudo di Scarpa rimase poi sempre a questa famiglia, fino alla rinuncia di tutti i diritti e pesi baronali per il motu proprio del papa Pio VIII nel 1816. 
Con la successione apertasi nel 1886 per la morte del principe Marcantonio Borghese, il fondo di Scarpa passò a uno dei figli, il Principe di Vivaro Don Camillo, che a sua volta, con atto notarile del 13 giugno 1905, lo vendette a sua sorella Lodovica Borghese Ruffo principessa della Scaletta, quando era ormai cambiato in Cineto Romano. Il comune infatti, a seguito della deliberazione del Consiglio del 28 marzo 1884, che ravvisava l'opportunità di tale modifica "per la bruttezza e viltà del nome di Scarpa", dal 1º maggio di quello stesso anno aveva assunto tale nome in riferimento al profondo cratere carsico, singolarità geologica del luogo, il cui nome tramandato dall’antichità è Cineto (alterato volgarmente in Cinetto).

### Simboli
Stemma
Lo stemma di Cineto Romano è stato riconosciuto con decreto ministeriale del 18 maggio 1913.
Gonfalone
Il gonfalone è stato concesso con decreto del presidente della Repubblica del 2 agosto 2007.

## Monumenti e luoghi d'interesse

### Architetture religiose
- Chiesa di San Giovanni Battista. Edificio a tre navate la cui edificazione è fatta risalire alla fine del Duecento. Ha subito nel tempo diverse modifiche sino ad assumere le odierne caratteristiche dopo i restauri commissionati nel 1641 dal cardinale Giulio Roma vescovo di Tivoli. All'interno, tra le altre opere, è custodita una tela seicentesca raffigurante San Giovanni Battista nel deserto, attribuita al cavalier Vincenzo Manenti.

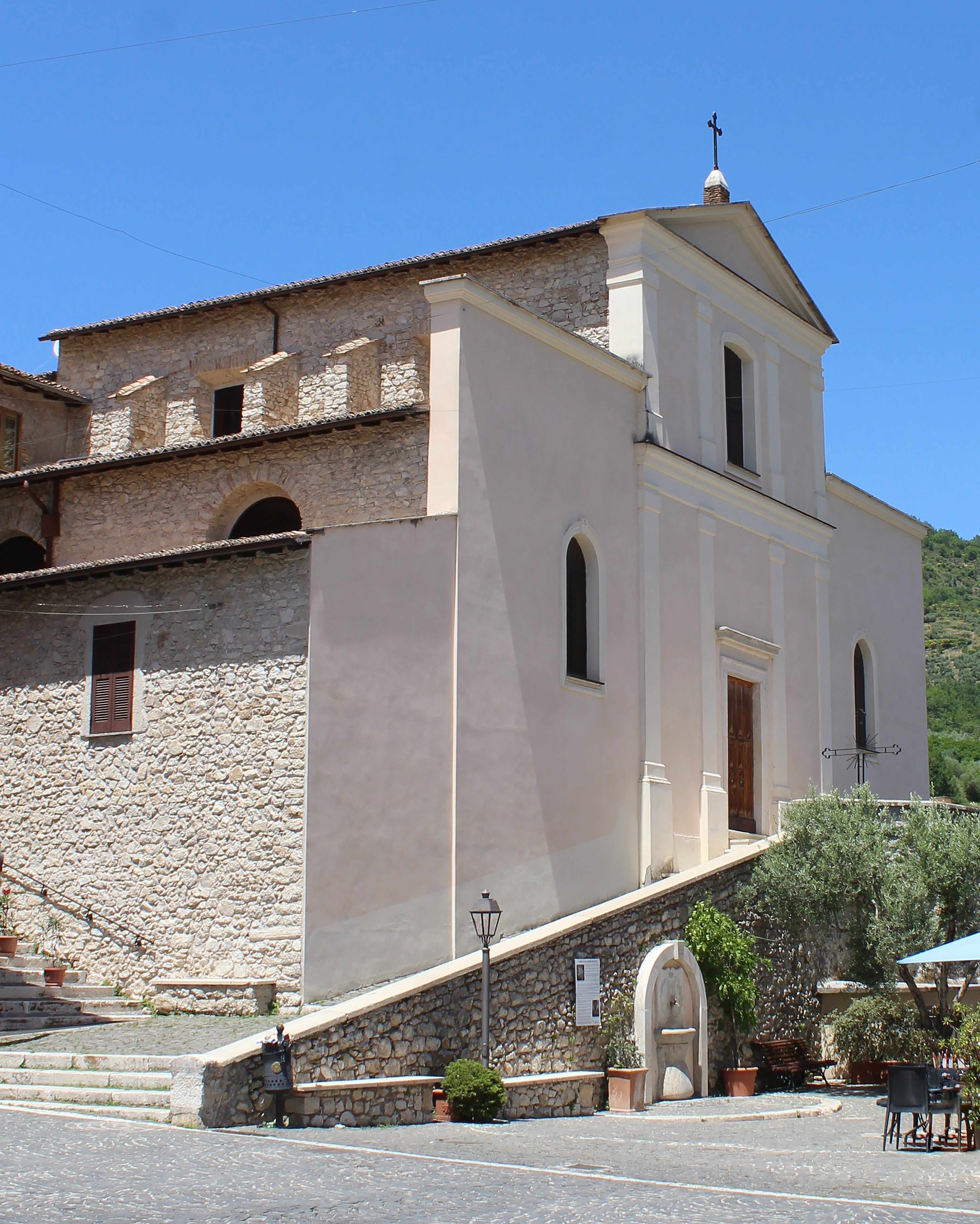
Cineto Romano, chiesa di San Giovanni Battista.

- Chiesa di Santa Maria delle Grazie.

Posta al di fuori del centro abitato, si compone di un'unica modesta navata. Non è nota la data della sua edificazione ma la sua ricostruzione è tradizionalmente fatta risalire all'anno 1227, quando san Francesco d'Assisi, in viaggio verso il Sacro Speco di Subiaco, pose la prima pietra. Vi era custodita un'antica statua della Madonna delle Grazie databile al XIV secolo.

### Architetture militari
- Castello baronale (XI secolo).

Ha l'aspetto di austera fortezza medievale che si staglia su un colle che domina il borgo sorto sulle sue pendici e inserito in una suggestiva vallata. Il complesso di edifici ha seguito, nei secoli, le vicende e le lotte delle antiche famiglie per la supremazia del territorio. Dapprima signoria degli Orsini, fu poi ceduto alla famiglia Borghese che lo tenne fino ai primi anni del XIX secolo.

### Altro
- Cascate di Rioscuro.

Di particolare interesse l'escursione da Cineto Romano alle cascate del torrente Rioscuro che si raggiungono in circa 35 minuti dal centro abitato attraverso un suggestivo percorso di recente riapertura che si snoda tra boschi e salti d'acqua.
- Pozzo delle Morge.

Citata sin dall'antichità, la cavità a cielo aperto era ritenuta da alcuni autori artificiale, pur non precisando lo scopo per la quale sarebbe stata aperta. Suscitò l'interesse e l'immaginazione di storici e studiosi, essendo noto come "Buca" o "Bocca di pozzo" nella località Cineto o Cinetto, come anche veniva chiamata dagli abitanti del luogo. L'umanista e storico Flavio Biondo da Forlì (1392-1463) riferisce che “gittandovi un sasso di due libbre di peso, non perveniva a toccare il fondo se non dopo aver con pausa recitato due esametri di Virgilio“. Dalle cronache del secolo XVI, apprendiamo inoltre che sarebbe stato usato anche come prigione per i delitti capitali. Recenti esplorazioni (Circolo Speleologico Romano – Rilievo Franco Consolini del 1955) hanno permesso di rilevare che il pozzo, impostato su una frattura con direttrice NNE/SSW con un diametro di circa 3 metri alla luce, sprofonda per 51 metri perpendicolarmente, per poi proseguire con uno scivolo detritico lungo 20 metri che scende fino alla profondità massima di 58 metri, prevalendo l’ipotesi di una cavità naturale di origine carsica, caratteristica della natura geologica del territorio. 
- Antiquarium comunale "Giovanni Battista Ulisse".

Inaugurato nel 2018, custodisce i reperti provenienti da varie campagne di scavo dei siti archeologici, nonché da varie precedenti collocazioni nel territorio comunale. In particolare, vi sono ricostruite due sepolture romane originali "alla cappuccina" risalenti al I-II sec. d.C., complete degli scheletri.

### Siti archeologici
- Sostruzioni in opera poligonale di un santuario (antecedente al IV sec. a.C.).

Su un versante in località San Vincenzo, da cui la vista spazia vista verso la valle dell’Aniene, si scoprono sotto la boscaglia due muri di terrazzamento fra loro leggermente convergenti, che originano una spianata stretta e lunga. Un notevole tratto del terrazzamento inferiore, realizzato in piccoli blocchi irregolari, è relativo verosimilmente a una prima platea che venne in seguito estesa con un ulteriore breve tratto a blocchi poligonali perfettamente combacianti e delimitata dal terrazzamento a monte costruito nella stessa tecnica. Questo è prolungato da tagli nella roccia calcarea da cui vennero forse estratti gli stessi blocchi e ai quali si appoggiarono strutture lignee. Localizzazione, pianta e la vicinanza di una sorgente inducono a riconoscere nei resti un santuario, il cui sviluppo longitudinale richiama quello del santuario di S. Angelo di Civitella di Nesce a Pescorocchiano nel Cicolano (la regione degli antichi Equicoli), ove è stato rinvenuto un deposito di oggetti votivi del IV-II sec. a.C. Anche il sito di Cineto Romano rientra in area equa e si trova circa un chilometro a Sud della necropoli di Casal Civitella. È ipotizzabile che il primo impianto sia anteriore alla conquista del territorio equo (fine del IV sec. a.C.) e che l’ampliamento risalga alla fase posteriore alla romanizzazione.
- Villa rustica romana (III sec. a.C.).

Nel 2011-2013 sono stati riportati alla luce, su un versante montuoso in località Collelungo, i resti di un edificio rustico di età romana, costruito su una spianata artificiale preceduta da tre terrazzamenti in blocchi poligonali di calcare, nei pressi del tracciato della via Valeria antica. Intorno a una corte centrale si sviluppavano diversi ambienti, tra cui uno adibito alla produzione vinicola, dotato di un torchio (di cui si conservano i resti della base di spremitura, inseriti in un pavimento di mattoncini in opera spigata) e una lunga vasca. Le evidenze archeologiche fanno risalire la costruzione alla fine del III - prima metà del II sec. a.C. e un uso protratto, come attestano i frammenti ceramici, fino al I-II sec. d.C.
- Sepolture romane alla cappuccina (I-II sec. d.C.).

Nell'aprile 2011 sono state rinvenute in località Ferrata due sepolture romane alla cappuccina datate intorno al I-II secolo d.C., il cui recupero è stato eseguito, sotto la supervisione della Soprintendenza per i Beni Archeologici del Lazio, dalla Guardia di Finanza, dalla Protezione Civile comunale e dai volontari.

## Società

### Evoluzione demografica
Abitanti censiti

### Etnie e minoranze straniere
La minoranza etnica più numerosa è costituita da rumeni. Al 31 dicembre 2013 a Cineto Romano risultano residenti 86 cittadini stranieri.

### Tradizioni religiose
La comunità di Cineto Romano celebra la festa dei patroni Sant'Agata il 5 febbraio e San Giovanni Battista il 29 agosto. San Rocco viene festeggiato il 16 agosto. La venerazione dei santi protettori del paese è documentata principalmente dal “Libro delle offerte fatte dei devoti del popolo di Scarpa a S. Rocco” a partire dal 1775. Attraverso i resoconti delle adunanze delle confraternite e del popolo, veniva stabilito di nominare un priore della compagnia e due assistenti (camerlenghi) che avevano anche il compito di disciplinare la festa e la solenne processione. Inoltre erano estratti a sorte quattro confratelli per il trasporto della “macchina”, uno per il crocifisso e due per i “lanternoni”. Dal 1787 è attestato l’uso di indire un’offerta pubblica, per la designazione di un “signore” della festa o “festarolo” che aveva diritto a tenere in casa per un anno la statuetta della Santa nonché trasportarla processionalmente e organizzare i festeggiamenti per il successivo anno. Venivano inoltre stabiliti due “camerlenghi” e un “vicario” estratti a sorte. L’adunanza per l’organizzazione della festa di S. Agata avveniva solitamente il 1º gennaio e l’offerta il 6 febbraio, mentre per S. Rocco il 25 luglio e l’offerta il 16 agosto. L’usanza dell’offerta in onore di S. Agata è documentata fino al 1838, tradizione invece sopravvissuta fino ai tempi presenti per quanto riguarda l’aggiudicazione e l’organizzazione delle celebrazioni in onore di S. Rocco. Le assemblee si svolgevano per la maggior parte nella casa del “festarolo” in carica, ma in tempi di ristrettezze, quando cioè nessuno assumeva l’onere dei festeggiamenti, anche nella casa della Comunità, che in varie occasioni si dovette far carico dei festeggiamenti. Di più recente istituzione invece le celebrazioni abbinate a quelle patronali: il 6 febbraio Santa Dorotea e il 30 agosto la Madonna del Carmine.

## Economia

### Turismo
La natura, l'amenità del paesaggio, la salubrità dell'aria e delle sue numerose sorgenti, fanno del paese apprezzata meta di villeggiatura.
Il "Sentiero Coleman", da cui è possibile raggiungere anche le suggestive Cascate di Rioscuro, è una delle più ricercate attrazioni turistiche.

## Infrastrutture e trasporti

### Strade
- Il territorio comunale è attraversato dall'Autostrada dei Parchi (uscita Vicovaro-Mandela).
- Cineto Romano è collegato dalla strada provinciale 37/b alla Strada statale 5 Via Tiburtina Valeria.
- Il paese è collegato, grazie al trasporto regionale dell'azienda Cotral, alla stazione Ponte Mammolo di Roma, attraverso la direttrice per Subiaco, con partenze ogni 15 minuti circa (verificare orari), percorrendo l'autostrada A24 Roma - L'Aquila, raggiungendo il bivio per Cineto Romano in poco più di mezz'ora.

### Ferrovie
Fino alla fine degli anni '50 del '900 era in funzione la stazione di Cineto Romano sulla ferrovia Roma-Sulmona-Pescara, inaugurata nel 1888. La stazione ferroviaria oggi più vicina è quella di Valle dell'Aniene-Mandela-Sambuci, collegata alla Stazione di Roma Tiburtina.

## Amministrazione
Tra il 1816 e il 1870 amministrativamente all'interno della Comarca di Roma, suddivisione amministrativa dello Stato Pontificio, faceva parte del Distretto di Arsoli.
Nel 1884 Scarpa cambiò denominazione in Cineto Romano.

### Altre informazioni amministrative
- Fa parte della Comunità montana dell'Aniene e dell'Unione dei comuni del "MedAniene".
- .Possiede una sola frazione: Annali.